# 造暦
造暦（ぞうれき）は明代に張璉が自立し建てた説のある私年号。1559年 - 1561年?。
李崇智は、李兆洛『紀元編』が『明史』胡宗憲伝（巻205　列伝93）及び兪大猷伝（巻212　列伝100）を根拠にあげているが、いずれにも建元の記載はなく、また毛奇齢『後鑑録』巻四に「改元造暦」の記載があるが、これは「改元し暦を造る」を誤って解釈したものであると考証しており、その実在に否定的である。一方鄧洪波は実在を認定している。